# Совови
Совови (Strigidae) е семейство птици, принадлежащи към разред Совоподобни.
Към него принадлежат следните родове и видове.

## Родове
- Aegolius – Пернатоноги кукумявки
- Asio – Сови
- Athene – Кукумявки
- Bubo – Бухали
- Ciccaba
- Glaucidium – Малки кукумявки
- Jubula
- Lophostrix
- Micrathene – Самодивски кукумявчици
- Mimizuku
- Nesasio
- Ninox
- Otus – Чухали
- Pseudoscops
- Pulsatrix
- Pyrroglaux
- Ptilopsis
- Sceloglaux
- Scotopelia
- Speotyto
- Strix – Улулици
- Surnia – Ивичести сови
- Uroglaux
- Xenoglaux

## Видове в България
- Otus scops – чухал
- Bubo bubo – бухал
- Glaucidium passerinum – малка кукумявка
- Athene noctua – домашна кукумявка
- Strix aluco – горска улулица
- Strix uralensis – уралска улулица
- Asio otus – горска ушата сова
- Asio flammeus – блатна сова
- Aegolius funereus – пернатонога кукумявка